# Lừa Majorera
Lừa Majorera là một giống lừa có nguy cơ tuyệt chủng, thuộc nhó lừa nhà nhỏ có nguồn gốc từ Quần đảo Canary, quần đảo Tây Ban Nha ở Đại Tây Dương ngoài khơi bờ biển phía nam Ma Rốc. Có khoảng 200 con lừa; hầu như tất cả đều sống trên đảo Fuerteventura, với một số nhỏ trên đảo Lanzarote. Cái tên của giống lừa này này xuất phát từ majorero, một tên quỷ đối với người Fuerteventura. Majorera là một giống lừa kích thước nhỏ có nguồn gốc châu Phi, và là giống lừa duy nhất của quần đảo.

## Lịch sử
Majorera được giới thiệu đến Canary vào thời điểm chinh phục Tây Ban Nha vào thế kỷ 15. Nó hiện có mặt ở tất cả sáu đô thị của Fuerteventura, Antigua, Betancuria, La Oliva, Pájara, Puerto del Rosario và Tuineje; một số nhỏ nằm trên đảo Lanzarote, và một số trên các đảo khác.
Từ năm 1997, Majorera được liệt kê bởi Bộ trưởng Bộ Nông nghiệp, Alimentación y Medio Ambiente, Bộ Nông nghiệp Tây Ban Nha, và đặt "dưới sự bảo vệ đặc biệt, có nguy cơ tuyệt chủng". Tình trạng bảo tồn của nó được FAO liệt kê là "nguy cấp" trong năm 2007 và là "nguy cơ tuyệt chủng" bởi Quỹ SAVE năm 2008.:46
Giống như các giống lừa khác, cơ giới hóa nông nghiệp trong thế kỷ hai mươi đã dẫn đến sự sụt giảm nhanh về số lượng. Năm 2009, số lượng lừa giống này được báo cáo là 141; vào cuối năm 2013 tổng số ghi nhận là 27.